# 中山市興中体育場
中山市興中体育場(ちゅうざんしこうちゅうたいいくじょう、簡体字中国語: 中山市兴中体育场)は、中華人民共和国の中山市にある多目的スタジアムである。

## 概要
収容人数は12,000人、総敷地面積は68598平方メートル。英東体育場と同じく、中山市名誉市民の霍英東が700万香港ドルの資金提供を行なって建設された。主にサッカーの試合に用いられる。隣には室内競技全般に利用可能な興中体育館が併設されており、全体で中山体育中心(中山スポーツセンター)と呼ばれることもある。
1991年には、第1回FIFA女子ワールドカップの会場として使用された。

## 交通アクセス
広珠城際軌道交通の南朗駅よりタクシーで約20分。